# 別府町 (加古川市)
別府町（べふちょう）は、兵庫県加古川市の地域である。本項では、前身である加古郡別府町（べふちょう）についても述べる。

## 概要
別府町は、瀬戸内海に面した港町である。加古川市別府町朝日町・別府町石町・別府町新野辺・別府町新野辺北町・別府町中島町・別府町西町・別府町西脇・別府町東町・別府町別府・別府町本町・別府町緑町・別府町港町・別府町宮田町・別府町元町にあたる。南部は埋め立て地である金沢町と瀬戸内海に面し、東側は加古郡播磨町、北側は加古川市野口町・平岡町、西側は加古川市尾上町と面している。
別府町の現在の発展は、多木家と神戸製鋼を抜きにして語れない。庄屋であった多木家が興した多木化学は、戦前から国内有数の肥料メーカーとして発展し、その輸送のために建設された別府鉄道（野口線と土山線。昭和59年に廃線）とともに、地域住民に職と交通手段を提供した。
戦後、尾上〜別府の浜を失うのと引き換えに、神戸製鋼が進出、大気汚染という負の影響も与えているが、結果多くの従業員が雇用され、人口が増加した。特に北隣の平岡町は東加古川駅の設置の影響もあり、急速に人口が増加した。東隣の播磨町においても、人工島に川崎重工や神戸製鋼など多数の企業が進出し雇用が生み出され、人口が増加した。
昭和63年、多木化学が所有していた緑町の地に、イトーヨーカドーが県内初進出。それまで平岡町新在家のイオン（旧ニチイ、サティ）に一方的に流れていた平岡町・播磨町・尾上町などの周辺地域からも集客に成功した。その後も多木化学所有の隣接地にホームセンター・衣料品店・スポーツ用品店などを誘致し、加古川駅周辺、新在家のイオンと並び、市内有数の商業地を形成している。
平岡町と別府町を結ぶ県道383号八幡別府線は、週末になると南行きが明姫幹線との交差点付近から渋滞するほど多くの買い物客が訪れている。

## 地理
加古川河口の沖積平野で、別府川河口西側に位置する。かつては、遠浅の海が広がり、夏場は潮干狩りや海水浴で賑わっていたが、1964年（昭和39年）工業整備特別地域に指定され、これに伴い、海浜埋め立てが進み、1967年（昭和42年）の夏を最後に、海水浴、潮干狩り場として親しまれてきた別府海岸とその北側の地域は姿を消す事となった。別府川河口には別府港があり、おもに鉄鉱品、金属機械工業品、化学工業品の輸出入が行われている。大型商業施設として、イトーヨーカドー加古川店、ダイキ別府店などが出店している。

### 別府港
別府港は、かつて阿閇津と称し、景行天皇の時代（313年）に開発され、天正年間（1573〜1592年）には戦略上の要港として、その後、港内の改修等により播磨地域産出の物品の移出が増大し、明治維新頃まで近隣の港をしのいできた。多木製肥所（現 多木化学）の創業と事業拡大に伴い、1875年（明治8年）から港内の浚渫、突堤の修築が行われ、1896年（明治29年）には県費補助指定港となり、改修作業が一層進行した。さらに大正期に入り、加古川製紙の生産能力増大や各種産業の振興などにより、1924年（大正13年）第一期修築工事が行われ、以降数回にわたって継続された。1963年（昭和38年）7月に播磨沿岸地域が工業特別地域の指定を受けたのを契機として、同年11月に、伊保港・曽根港・高砂港・二見港・別府港が東播磨港として統合され、播磨工業地帯東部地域の中核をなす港湾として1964年（昭和39年）2月重要港湾に指定された。

## 歴史
別府の地名は、別符（特別の符をもって新たに開拓された独立的性格を持つ地域）によって土地を開拓したことに由来し、当地が阿閇本荘の別符開拓村であることに依る。1889年（明治22年）、新野辺、別府村、西脇村が合併して成立した。同村出身の多木久米次郎は人工肥料を開発して多木製肥所（現・多木化学）を創業し、1898年（明治31年）から過リン酸石灰の製造を手掛け、事業を順調に発展させた。1915年（大正4年）事業拡大に伴い、製品である肥料運搬を目的に、山陽本線と連絡する別府軽便鉄道（後の別府鉄道）を発足させ、1921年（大正10年）野口線、1923年（大正12年）土山線を開通させた。1923年（大正12年）、神戸姫路電気鉄道（山陽電鉄）が開通、別府駅が設置された。1968年（昭和43年）神戸製鋼所加古川製鉄所の稼働に伴い、多くの関連企業が進出してきた。
昭和期における合併問題において、別府町は当初、加古川町が提唱する「大播磨市」（加古郡・印南郡8町村による合併）構想に強い賛意を示していたが、町内はほかにも「東播臨海都市」（加古郡阿閇村・二見村、明石郡魚住村との合併）を目指す動きや、高砂町を中心とするグループからの合併勧誘もあり、町内はなかなかまとまらなかった。別府町は港湾都市で非常に潜在能力が高い反面、それがゆえに他町村の合従連衡の際の格好の標的となってしまったのである。1950年（昭和25年）2月4日に別府町は加古川市制への参加を前提に「世論調査」を実施、合併反対が賛成を上回ったことで「大播磨市」への参加が頓挫すると、「東播臨海都市」構想が対抗馬として浮上してきた。合併自体は不可避であることから、同年5月6日に別府町は、この間に市制施行が決定した加古川市と、「阿閇村・二見村・魚住町」グループとのどちらに参加すべきかを問う住民投票を実施、結果は僅差で加古川市への参加に賛成する票が上回ったが、僅差であったがゆえに町議会協議会は紛糾し、同年6月15日の加古川市制施行に参加できなかった。その後、魚住村・二見村は明石市との合併を決め、阿閇村は住民投票の結果どの市町村とも合併しない態度を明らかにし、別府町は単独町制を維持するが加古川市と合併するか二者択一を迫られることになる。別府港拡張計画の実施には巨額の費用が必要なことから加古川市への参加を決め、1951年（昭和26年）10月1日に加古川市に編入合併することとなった。

### 沿革
- 1889年（明治22年）4月1日 - 町村制施行により新野辺村、別府村、西脇村が合併し、別府村が発足[10]。
- 1897年（明治30年） - 播陽銀行（現 三井住友銀行）設立[11]。
- 1921年（大正10年）9月3日 - 別府鉄道野口線が開業する。
- 1923年（大正12年）3月18日 - 別府鉄道土山線が開業する。
- 1923年（大正12年）8月19日 - 神戸姫路電気鉄道（山陽電鉄）が開通、別府駅開業する。
- 1928年（昭和3年）11月15日 - 町制を施行し、別府町となる。
- 1936年（昭和11年） - 別府町別府・西脇、阿閇村宮前・本荘にまたがる海面を埋め立てる事業が認可され、翌年着工する。
- 1947年（昭和22年）
  - 3月7日 - 別府町警察を設置。
  - 6月13日 - 昭和天皇が別府町に行幸（昭和天皇の戦後巡幸に一環）。多木製肥所、別府化学工業の肥料工場を視察した[12]。
- 1949年（昭和24年） - 1936年より始まった埋め立て事業が竣工する。
- 1951年（昭和26年）10月1日 - 加古川市と合併する。
- 1968年（昭和43年）4月 - 神戸製鋼所加古川製鉄所の厚板工場が先行稼働する。
- 1970年（昭和45年）8月 - 神戸製鋼所加古川製鉄所の高炉の操業を開始する。
- 1973年（昭和48年）3月28日 - 別府町新野辺北町1〜3丁目、別府町朝日町、別府町宮田町、別府町中島町、別府町石町、別府町緑町、別府町本町1?2丁目、別府町東町、別府町元町、別府町西町、別府町港町、別府町西脇2丁目、別府町西脇3丁目を新設[13]。
- 1983年（昭和58年）6月8日 - 別府町新野辺北町4〜8丁目を新設[13]。
- 1984年（昭和59年）2月1日 - 別府鉄道野口線・土山線が廃止される。

## 交通

### 鉄道
- 山陽電気鉄道本線別府駅

#### かつて存在した鉄道
- 別府鉄道野口線別府港駅・別府口駅
- 別府鉄道土山線

### バス
- 神姫バス
- かこバス

### 道路
- 国道250号
- 兵庫県道718号明石高砂線
- 兵庫県道129号別府港加古川停車場線
- 兵庫県道383号八幡別府線
- 兵庫県道553号別府平岡線

## 教育
- 幼稚園
  - 加古川市立別府町幼稚園
  - 学校法人多木学園別府幼稚園 - ウェイバックマシン（2001年9月9日アーカイブ分）
- 小学校
  - 加古川市立別府小学校
  - 加古川市立別府西小学校
- 中学校
  - 加古川市立別府中学校
  - 加古川市立浜の宮中学校

## 公共施設
- 東播磨港湾合同庁舎
- 加古川海洋文化センター
- 加古川市東消防署南分署
- 加古川別府郵便局
- 別府交番

## 企業
- 多木化学
- 別府鉄道
- 住友精化別府工場

## 寺社
- 宝蔵寺 - 日本一古いオリーブ樹がある。
- 別府住吉神社 - 境内にある手枕松は名松として知られている。

## 文化財
- 多木浜洋館

## 主な出身者
- 多木久米次郎 - 多木化学の創業者。
- 滝瓢水（たき ひょうすい） - 俳人であり、千石船七隻を持つ富豪であったが、晩年没落した。彼の筆塚が宝蔵寺にある。
- 陣内智則 - お笑い芸人
- 松岡充 - 歌手、俳優
- たけだバーベキュー - お笑い芸人

## 参考書籍
- 加古川市誌編集委員会『加古川市史 記述編』 3巻、加古川市〈近・現代編〉、2000年。
- 角川書店『角川日本地名大辞典』 28巻〈兵庫県〉、1988年。ISBN 978-4040012803。
- 加古川市誌編集委員会『加古川市誌』 第2、加古川市敎育委員会、1971年、84頁。ASIN B000J9HGKE。
- 兵庫県『平成22年兵庫県港湾統計年表』（レポート）2011年。2013年6月25日閲覧。
- 加古川市史編さん専門委員編集「加古川市史」第3巻本編3 平成12年3月31日発行